# Psicologia dell'emergenza
La Psicologia dell'emergenza è il settore della psicologia che si occupa degli interventi clinici e sociali in situazioni di calamità, disastri ed emergenza/urgenza.
Più in generale, è la disciplina che studia il comportamento individuale, gruppale e comunitario in situazioni di crisi.

## Origine ed ambiti
Nata a partire dai contributi della psicologia militare, della psichiatria d'urgenza e dalla Disaster Mental Health, si è progressivamente sviluppata come insieme di tecniche d'intervento e, soprattutto, di modelli di "inquadramento concettuale" degli eventi cognitivi, emotivi, relazionali e psicosociali tipici dell'emergenza.
Mentre i modelli anglosassoni prediligono l'approccio cognitivo-comportamentale, altamente protocollizzato e funzionalizzato (soprattutto attraverso il paradigma del CISM di Mitchell, del 1983 - e l'uso massiccio della tecnica del debriefing - a volte in maniera un po' acritica), i modelli europei (francesi in primis) propongono una visione integrata dell'intervento in emergenza, spesso anche su basi psicodinamiche (si vedano in proposito i fondamentali contributi di Francǫis Lebigot, Louis Crocq, Michel DeClercq, della cosiddetta "Scuola di Val-de-Grace").

### Aree applicative non cliniche
Spesso erroneamente e riduttivamente confusa con la psicotraumatologia e la terapia del PTSD (Disturbo Post-Traumatico da Stress), che sono invece dei sottosettori specifici della psicoterapia, la psicologia dell'emergenza rappresenta una disciplina molto più ampia, finalizzata in maniera trasversale a ricomporre i contributi di pensiero e di ricerca di varie branche della psicologia (psicologia clinica, dinamica, sociale, ambientale, delle comunicazioni di massa, etc.), adattandole allo studio dei processi psicologici che si attuano nelle situazioni "non ordinarie" e degli eventi "acuti".
In sintesi, mentre gran parte della psicologia tradizionale si occupa dei processi psichici (cognitivi, emotivi, psicofisiologici, etc.) che avvengono in condizioni "normali", la psicologia dell'emergenza si occupa di come tali processi vengano ad essere rimodulati trasversalmente nelle situazioni "acute".
Lo studio di come un bambino si rappresenta cognitivamente, e cerca di trovare coerenza in una situazione confusa (un'emergenza sanitaria, un'evacuazione di protezione civile); di come la comunicazione interpersonale viene alterata nelle interazioni sociali che avvengono in una situazione di rischio; di come si modificano le dinamiche di leadership e funzionamento interpersonale all'interno di un gruppo coinvolto in un incidente critico; di come l'appartenenza ad un determinato sistema culturale, con i suoi assetti valoriali e simbolici, può rimodulare il vissuto emotivo individuale in situazioni di grave stress acuto, sono tutti temi tipici della psicologia dell'emergenza "non-clinica".

### Applicazioni cliniche
Ambiti applicativi della psicologia dell'emergenza sul suo versante clinico sono invece, ad esempio, la formazione preventiva al personale del soccorso (fase pre-critica), ad esempio con tecniche di Psychoeducation (PE) e Stress Inoculation Training (SIT); gli interventi immediati di supporto sulla scena e consulenza diretta (fase peri-critica), compresi defusing e demobilization per gli operatori coinvolti; eventuali procedure di debriefing, valutazioni di follow-up ed interventi di sostegno individuali, gruppali e familiari a medio termine (fase post-critica).
Si noti come tali interventi clinici di psicologia dell'emergenza si possano rivolgere alle vittime "primarie" (i soggetti direttamente coinvolti dall'evento critico), alle "secondarie" (parenti e/o testimoni diretti dell'evento) e "terziarie" (i soccorritori intervenuti sulla scena, che spesso sono esposti a situazioni di particolare drammaticità). Gli psicologi dell'emergenza, data la loro frequente interazione con i processi emotivi traumatici del particolare tipo di pazienti con cui operano, sono più a rischio della media rispetto a possibili fenomeni di traumatizzazione vicaria, e devono pertanto attuare a loro volta una serie di misure di "autosostegno" per minimizzare questo rischio (ad esempio, debriefing specifici tra loro, supervisioni esterne post-intervento, etc.).

## Aspetti tecnici e sviluppi
Parte essenziale della professionalità dello psicologo dell'emergenza (oltre alle competenze di base di "soccorritore", a quelle specifiche di psicologo, ed a quelle specialistiche di gestione emotivo-relazionale delle situazioni di crisi), deve sempre essere l'approfondita conoscenza del sistema dei soccorsi, della sua organizzazione e dei diversi ruoli funzionali rivestiti dagli altri "attori" dello scenario emergenziale; la necessità di operare a stretto contatto con aspetti "pragmatici" ed organizzativi molto peculiari è infatti uno degli assetti fondamentali del lavoro psicologico in emergenza. Le dinamiche istituzionali che avvengono in situazioni di crisi sono specificatamente studiate dal settore della psicologia organizzativa dell'emergenza.
Su un versante sociale, sono inoltre parte integrante della psicologia dell'emergenza le attività di studio della "percezione del rischio" (Risk Perception) e della "comunicazione del rischio", particolarmente utili per comprendere le rappresentazioni che la popolazione ha di certi tipi di rischi, e per impostare di conseguenza comunicazioni di emergenza più efficaci e mirate.
In anni recenti, le linee-guida internazionali di settore (IASC e WHO in primis) hanno iniziato ad enfatizzare sempre più la necessità di integrare gli approcci tradizionali della psicologia dell'emergenza, orientati principalmente all'azione clinica (individuale o gruppale), con un'attenzione molto più marcata alle dimensioni psicosociali, comunitarie e interculturali dell'intervento effettuato. Lo psicologo dell'emergenza non deve quindi occuparsi solo della "clinica" di "individui isolati dal contesto", ma anche e soprattutto della gestione sistemica dello scenario psicosociale e comunitario, all'interno del quale è avvenuta l'emergenza e si costruisce il significato della stessa.
Ad esempio, in una maxiemergenza (disastri, calamità, etc.), oltre all'intervento di crisi nell'immediatezza dell'emergenza, lo psicologo dell'emergenza deve anche contribuire alla pianificazione di medio termine dei servizi assistenziali alla popolazione; al collegamento tra l'assistenza diretta nelle tendopoli e la liason con i servizi sanitari; all'assistenza nelle interazioni e gestione dei conflitti all'interno della comunità, e tra le comunità limitrofe; alle attività di supporto nella ripresa dei servizi educativi (affiancamento degli insegnanti nella ripresa dell'attività scolastica, consulenze psicoeducative, etc.); al sostegno ai processi di empowerment psicosociale e comunitario; al supporto psicologico, man mano che famiglie, gruppi e comunità ripristinano un proprio "senso del futuro", e riprendono gradualmente a svolgere una progettazione autonoma delle proprie attività, ricostruendosi una prospettiva esistenziale in un contesto ambientale e materiale spesso profondamente mutato.
A livello di principi generali di intervento, in Italia è diffusa l'aderenza al cosiddetto "Manifesto di Carcassonne" (2003):
- La sofferenza non è una malattia
- Il lutto deve fare il suo percorso
- Un po' di pudore da parte dei mass media
- Riattivare l'iniziativa della comunità colpita
- Valorizzare le risorse delle persone di ogni età
- Il soccorritore deve prendersi cura di se stesso
- L'intervento psicologico indiretto e integrato
- L'intervento psicologico diretto dei professionisti

Ad ogni punto corrispondono le relative raccomandazioni e linee-guida operative, sviluppate col meccanismo del "consensus panel" a livello nazionale ed europeo .

## Formazione e identità professionale
Lo psicologo dell'emergenza non deve quindi essere solo uno "psicologo clinico", ma uno psicologo versatile, in grado di muoversi con flessibilità dalla dimensione clinica a quelle psicosociali ed organizzative, integrando ed adattando al tema degli "eventi acuti" i contributi trasversali delle diverse discipline psicologiche.
Sempre in tal senso, lo psicologo dell'emergenza deve acquisire nel corso della propria formazione una specifica competenza di base nelle tecniche, logiche e procedure operative del sistema dei soccorsi (sia tecnici che sanitari), per poter operare efficacemente all'interno degli stessi; precedente esperienza e formazione come volontario di Protezione Civile o del soccorso sanitario sono quindi ritenuti abitualmente titoli preferenziali per l'accesso alla formazione specialistica di psicologo dell'emergenza.
Diffusa soprattutto nel mondo anglosassone a partire dai primi anni '80, la disciplina della psicologia dell'emergenza negli ultimi anni si è articolata anche in Italia, dove ha iniziato a diventare oggetto di insegnamento universitario in diversi Atenei (Padova, Milano-Cattolica, Bologna-Cesena), e ad integrarsi sempre di più nelle attività formative e di intervento della protezione civile e degli altri enti ed organizzazioni operanti nell'ambito del soccorso (Croce Rossa, ANPAS, Misericordie, forze armate, forze dell'ordine, etc.).
Gran parte dell'iniziale attività di promozione e sviluppo della psicologia dell'emergenza italiana, sia nel settore "protezione civile" che nel settore "cooperazione internazionale", è stata svolta dalle associazioni di volontariato professionale psicologico, quali Psicologi per i popoli e la SIPEM SoS - Società Italiana di Psicologia dell'Emergenza Social Support.